# Židovský hřbitov v Trutnově
Bývalý židovský hřbitov v Trutnově stál na západním úpatí vrchu Šibeníku, v ulici Sluneční stráň, nedaleko městského hřbitova. Byl zničen nacisty po roce 1938.

## Historie
Židovský hřbitov byl založen roku 1870 na západním úpatí vrchu Šibeník. V noci z 9. na 10. listopadu 1938 (tzv. Křišťálové noci) byl hřbitov místním oddílem henleinovců poničen. Dle vzpomínky jednoho z pamětníků byl dokonce jeden z nedávno zesnulých Židů vytažen z hrobu a oběšen na nedaleké lucerně, kde pak visel několik dnů. Následně byl hřbitov zlikvidován úplně. V místech hřbitova byly po 2. světové válce postaveny rodinné domy.
Dne 12. listopadu 1995 byl zde odhalen památník, vytvořený rodinným Kamenictvím Beneš.

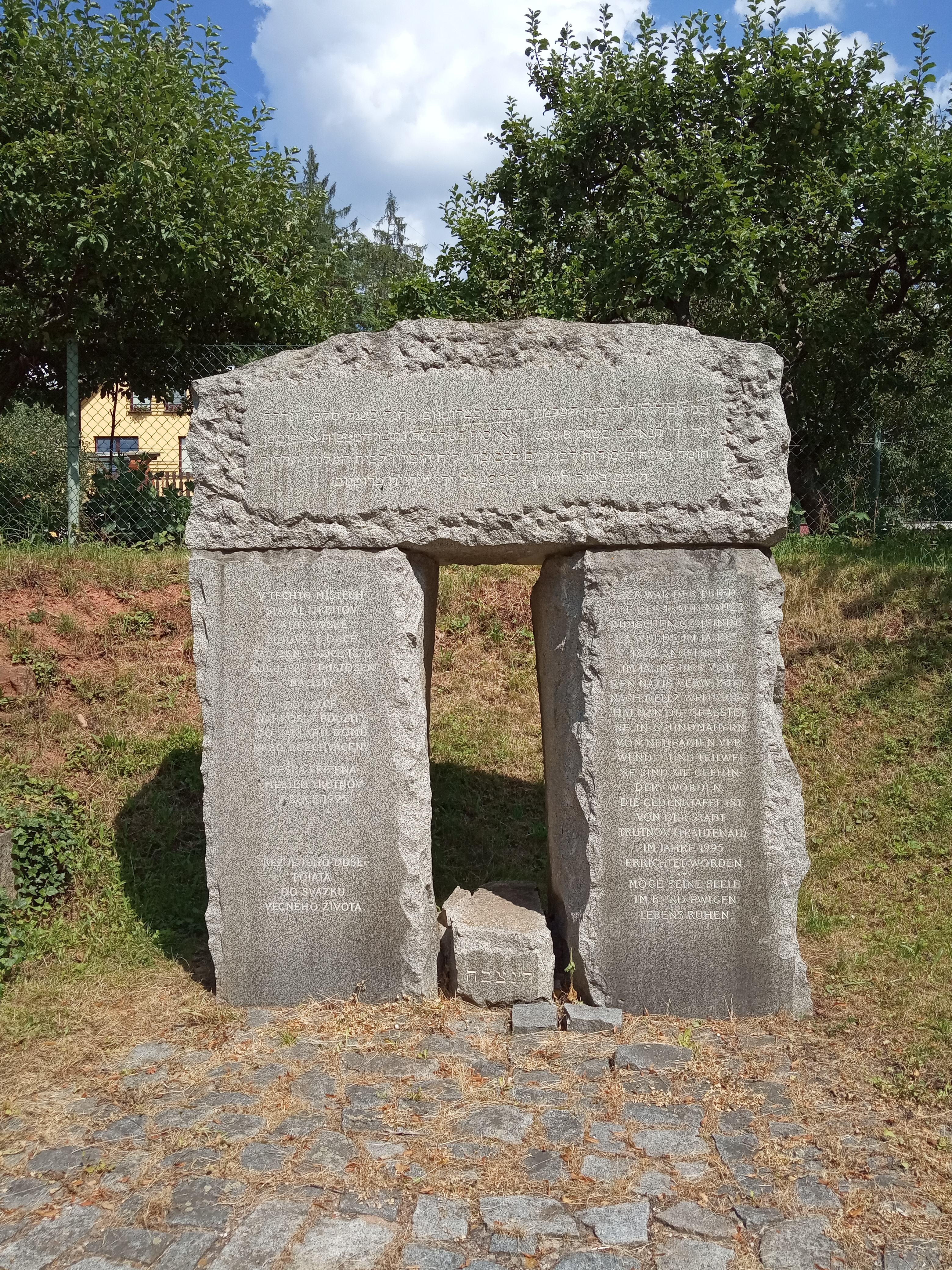
Památník židovského hřbitova

## Popis
Památník je tvořen dvěma nahrubo opracovanými dvoumetrovými kamennými sloupy, překlenutými v horní části třetím kamenem, který je horizontálně spojuje. Památník nese český, německý a hebrejský nápis.